# آیگک
آیگک (به ارمنی: Այգեկ) روستایی در ارمنستان است که در استان آرماویر واقع شده‌است. در ۳۹ کیلومتری شمال آرماویر، مرکز استان آرماویر واقع شده‌است. آیگ در سال ۱۹۴۶ بنیانگذاری شده‌است و مهاجرانی از ایران در آن سکونت گزیده‌اند.

## خصوصیات
آیگک ۴٫۲۶ کیلومترمربع مساحت و ۱٬۱۷۸ نفر جمعیت دارد و ۹۴۳ متر بالاتر از سطح دریا واقع شده‌است.
| سال   | ۱۹۷۰ | ۲۰۰۱  | ۲۰۰۴  |
| جمعیت | ۹۳۳  | ۱٬۱۷۸ | ۱٬۲۰۰ |